# 皇學館大学現代日本社会学部
皇學館大学現代日本社会学部（こうがくかんだいがくげんだいにほんしゃかいがくぶ）とは、皇學館大学に置かれる学部の一つ。現代日本社会学科の1学科を設置している。

## 概要
2010年に皇學館大学に設置されたのが日本初であり、同大学の建学の精神である日本の歴史や伝統に関する事柄の教育研究を行うと共に、日本人としての自覚を持ち世界の文明の発展に貢献できる人材の育成を目標としている。開設時の専門科目カリキュラムは「現代社会」「伝統・文化」の他、「社会福祉」を含めた 3 区分で構成。のちのコース分けもこれをベースとしている。

## 沿革
- 1998年に、昭和37年に新制大学として開学した皇學館大学の名張学舎に社会福祉学部を設置したが、2009年に名張校舎と社会福祉学部の廃止を決断。名張学舎跡地は近畿大学工業高等専門学校が移転。
- 2010年（平成22年）現代日本社会学部現代日本社会学科を新設する。
- 1学科に福祉計画・社会福祉分野を置くほか、政治経済分野、現代社会分野、伝統・文化分野の4分野を設ける。そして政治・経済分野には政治・経済コースの 1 コース、現代社会分野には地域社会コース、社会臨床コース、社会情報コースの 3 コース、福祉計画・社会福祉分野には福祉計画コース、社会福祉コースの 2 コース、伝統・文化分野には伝統継承・文化創造コースの 1 コースの合計 4 分野 7 コースを置く。同年11月11日には、現代日本社会学部の関連学会である現代日本学会が発足。
- 2011年（平成23年）現代日本社会学部の学会である現代日本学会の学術雑誌「日本学論叢」第一号発刊。
- 2012年（平成24年）現代社会分野を地域社会分野に名称変更。
- 2014年（平成26年）専門科目カリキュラムを「政治経済」「社会福祉」「地域社会」「伝統文化」の 4 区分に整理、分野の名称と一致させ、コース制を撤廃。
- 2019年（平成31年）4月 平成31年度の入学者より、現代日本社会学部現代日本社会学科に設置されている教職課程のうち福祉科の教科が履修不可になる。またカリキュラム改定で 4 分野は経営革新コース、地域創生コース、福祉展開コース、文化発信コースに改組。
- 2023年（令和5年）文化発信コースの募集停止し、3コース制度になる。

## 組織構成
現代日本社会学科
- 経営革新コース（政治経済）
- 福祉展開コース（社会福祉）
- 地域創生コース（地域社会）
- 文化発信コース（伝統文化）（令和4年まで）